# Las Chacras (Buenos Aires)
Las Chacras es una localidad del Partido de Lobos, Provincia de Buenos Aires, Argentina.
Cuenta con dos almacenes, que se encuentran sobre la calle principal, a unos 3,5 km de la ruta, el primero, «Santa Catalina», y el segundo más conocido como «el boliche de Daniel».
Entre los almacenes, se encuentra una sala de primeros auxilios, de atención diaria.
Llegando a la esquina de los almacenes, doblando a la derecha, aproximadamente al medio kilómetro, se encuentra a mano izquierda la iglesia del pueblo, llamada «Santa Margarita», aún funcionando.

## Población
Durante los censos nacionales del INDEC de 2001 y 2010 fue considerada como población rural dispersa.

## Imágenes

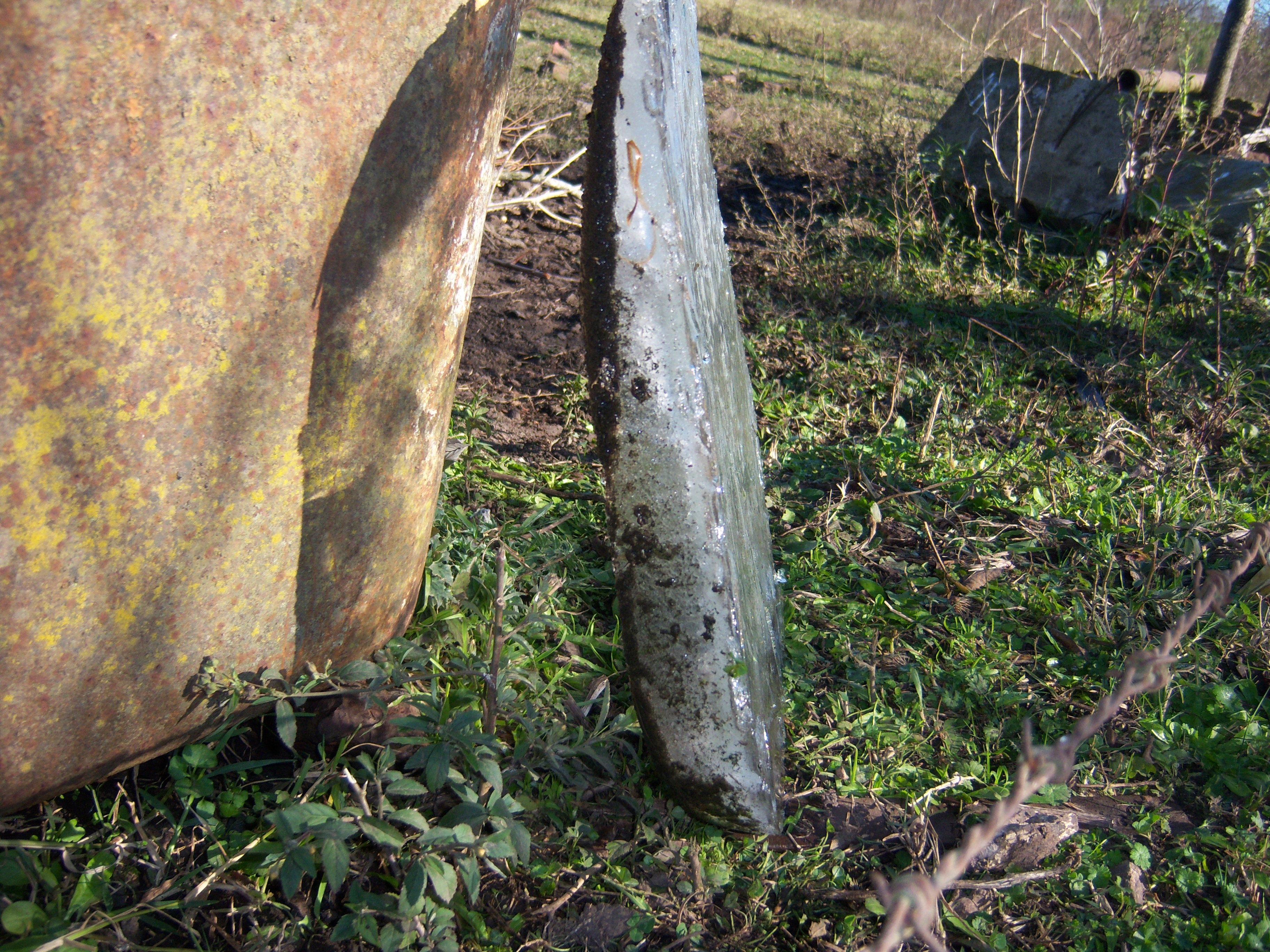
Una de las Grande Heladas del 2008.
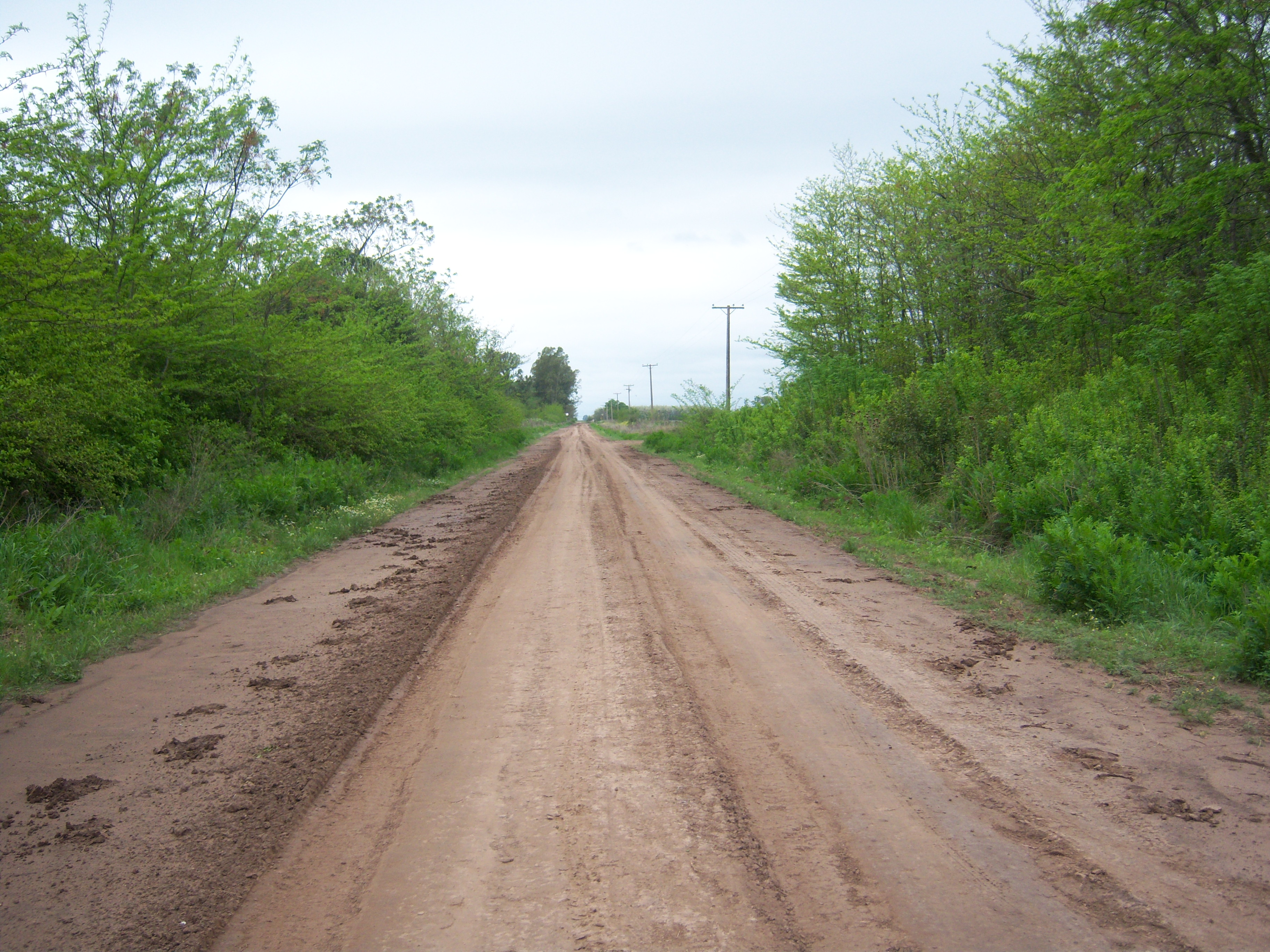
Calle principal hacia los almacenes.
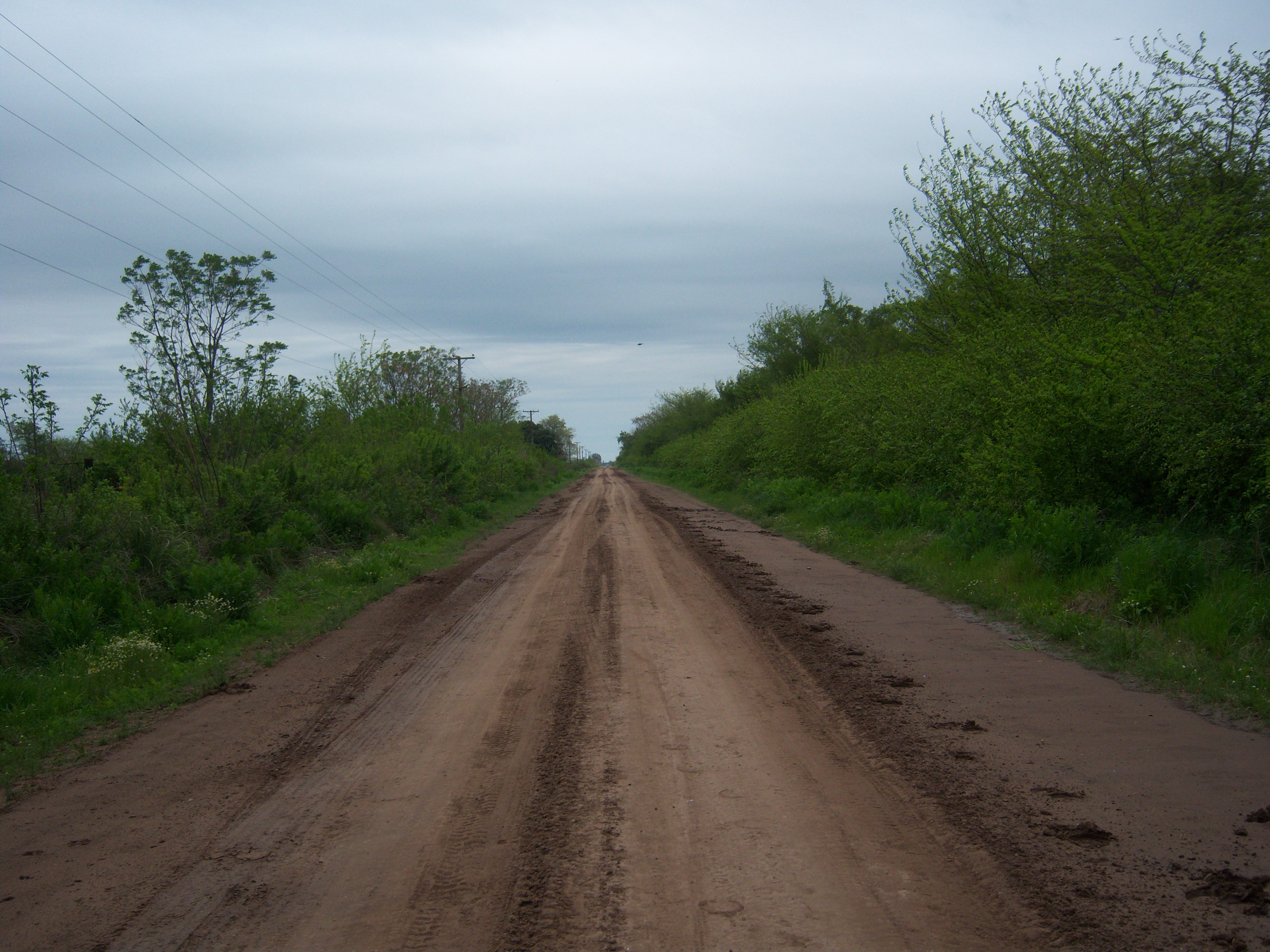
Camino Principal hacia la Ruta.
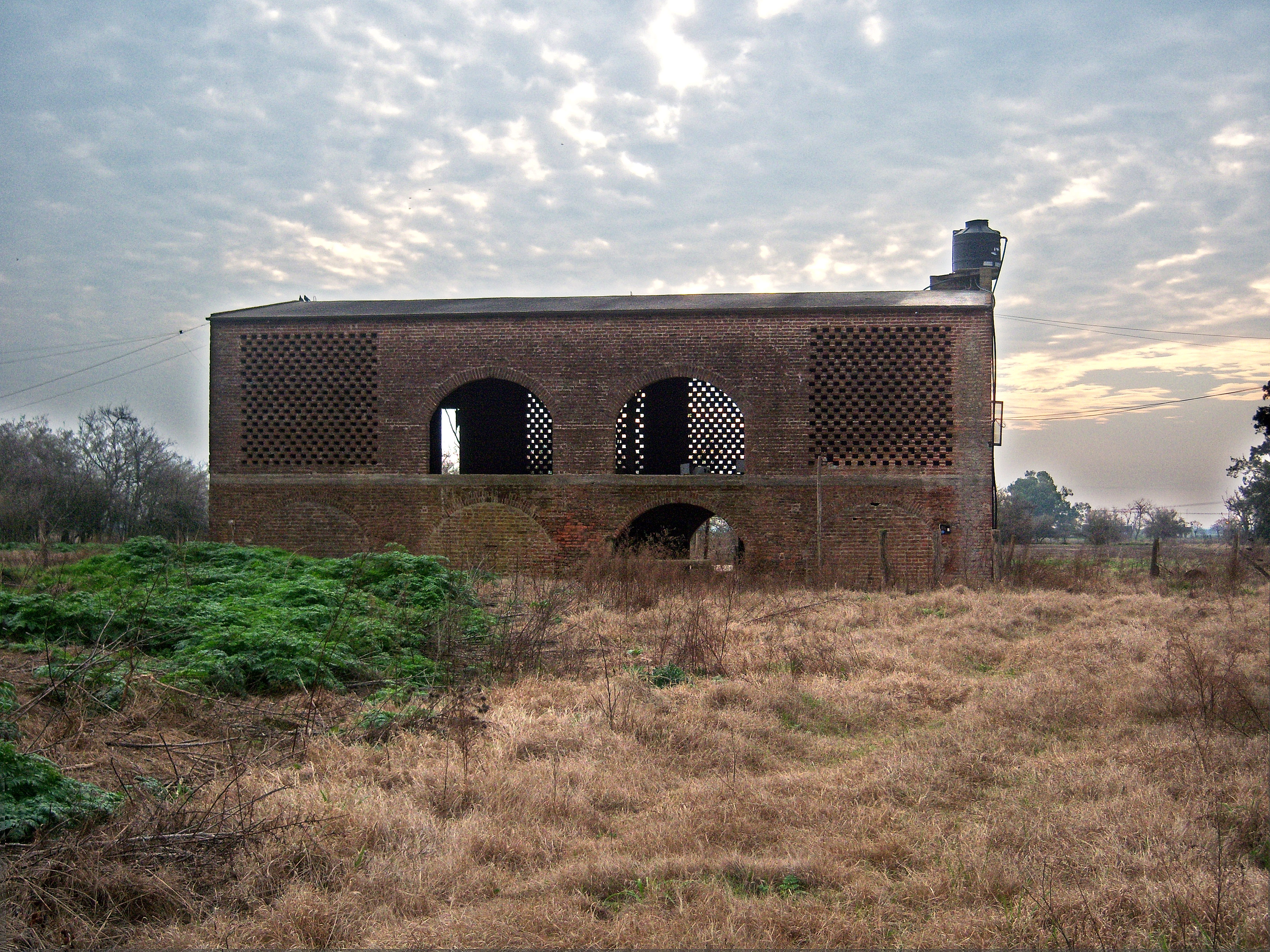
Antiguo tambo de Estancia «La Elina».
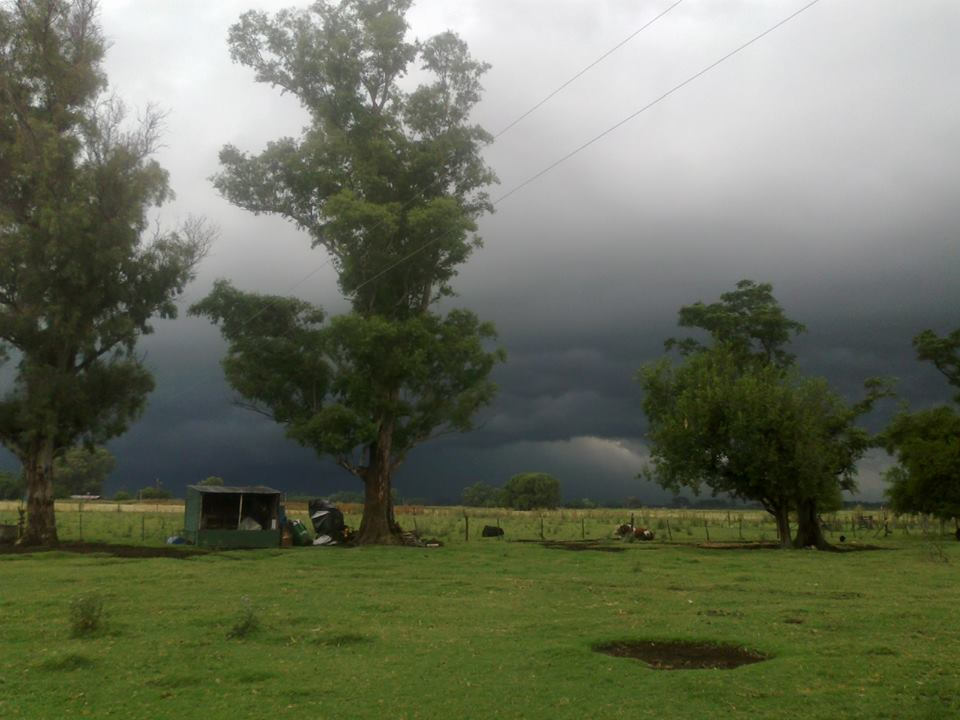
Las Chacras antes de la tormenta.
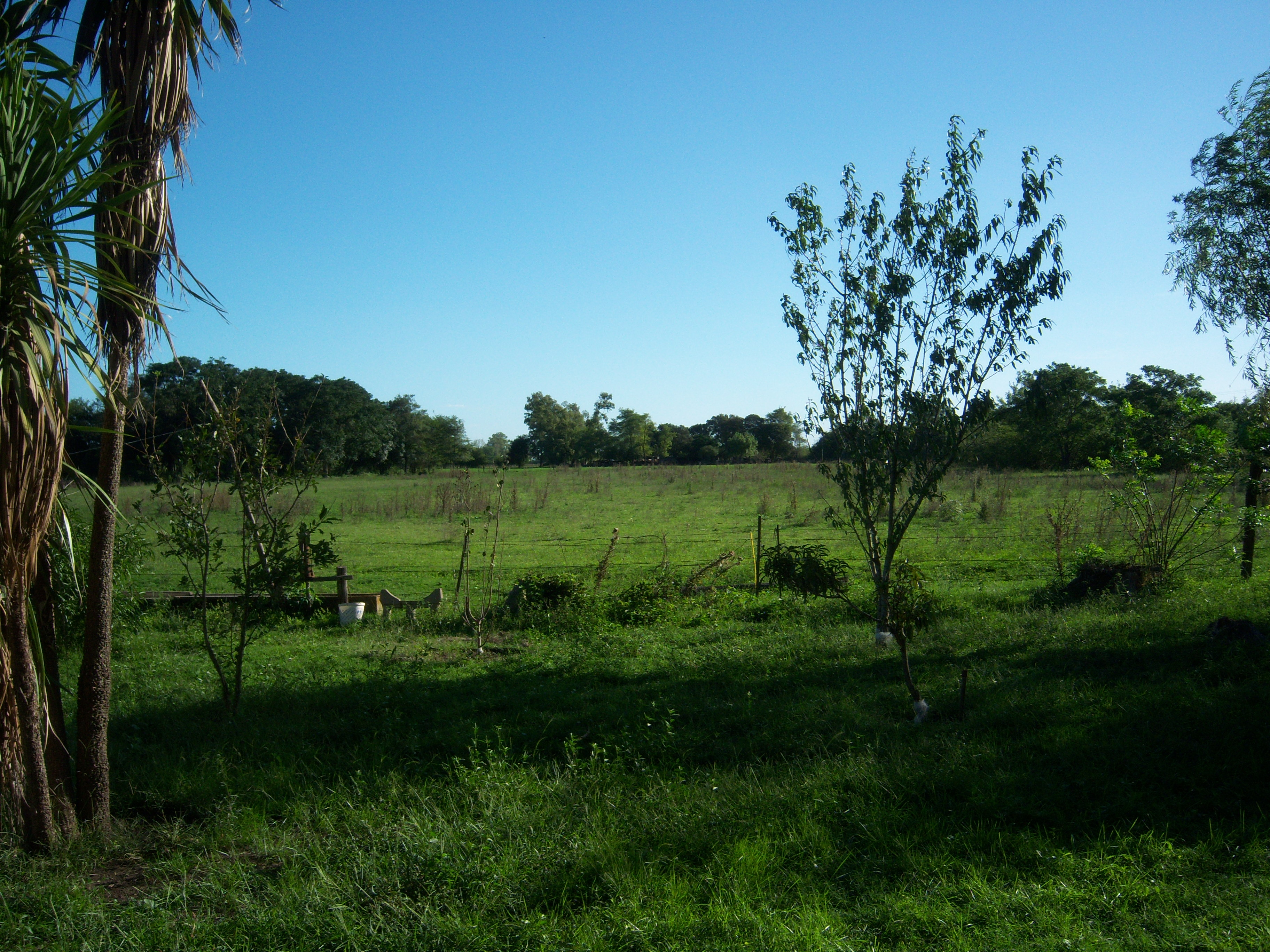
Tarde en las chacras.